# Литовско-узбекистанские отношения
Узбекско-литовские отношения — экономические отношения между Республикой Узбекистан и Литовской Республикой основаны на договоре о торгово-экономическом сотрудничестве, подписанном Президентом Республики Узбекистан Исламом Каримовым во время его визита в Литву в июне 1995 года. Согласно этому соглашению предусматривается, что обе страны обеспечат друг другу максимальные удобства в торговле и установят прямые экономические отношения. В результате товарооборот между странами в 1994 г. составил 23 692 млн. долл. США. В ходе визита Президента Литвы в Республику Узбекистан в феврале 1997 г. была достигнута договоренность о дальнейшем углублении двусторонних торгово-экономических отношений. Наконец, визит Президента Республики Узбекистан Ислама Каримова в Литву в сентябре 2002 года создал прочную основу для дальнейшего развития экономического и культурного сотрудничества между двумя странами, был подписан ряд важных соглашений. В частности, осуществлялось сотрудничество в сферах транспорта, сельского хозяйства, топливной, пищевой и легкой промышленности. Начала работу межправительственная комиссия по торгово-экономическому сотрудничеству между Узбекистаном и Литвой. Из Республики Узбекистан в Литву отправляются хлопковое волокно, нефть и нефтепродукты, цветной металл, томатная продукция, плодоовощные консервы, удобрения, пряжа, изделия из драгоценных камней. Из Литвы в Республику Узбекистан отправляются автомобили, оборудование, молоко, мясные и рыбные продукты, сахар и кондитерские изделия, лес и мебель, трикотаж, обувь и головные уборы, сливочное и растительное масло.
Особое значение для Республики Узбекистан имеет сотрудничество в сфере грузоперевозок. Из Клайпедского порта узбекские товары отправляются в Германию, Польшу, Нидерланды, Бельгию, Швецию, Финляндию, Данию и Францию. В Республике Узбекистан действуют 22 совместных предприятия, созданных с участием литовских инвесторов. Первые шаги были предприняты и в сфере культурного сотрудничества. В частности, Общество литовской культуры, созданное в 1992 году в Ташкенте, и Узбекское национальное общество, созданное в 1994 году в Вильнюсе, эффективно работают, способствуя сохранению и популяризации культурного наследия обоих народов, изучению их языка и перевод и публикация своих литературных произведений.